# Suljan-Saba Orbeliani
Suljan-Saba Orbeliani (en georgiano: სულხან-საბა ორბელიანი) (Tandzia, Georgia, 1658 - Moscú, 1728) fue un príncipe, monje y escritor georgiano. Era monje del monasterio de David-Garedja y en 1692 se convirtió al catolicismo.
Fue tutor del futuro rey Vajtang VI de Kartli y en 1713 formó parte de una embajada georgiana a los Estados Pontificios y Francia, entrevistándose con el papa Clemente XI y el rey Luis XIV de Francia. Más tarde fue hostigado por la Iglesia ortodoxa georgiana, por lo que  tuvo que exiliarse en 1724 a Rusia, donde murió.
Es autor de Sitquiskona (Diccionario georgiano), primera gramática y léxico georgiano moderno, así como del libro de carácter filosófico სიბრძნე სიცრუისა (Dsigni Sibrzne-Sikruisa, Libro de la sabiduría y la mentira) y მოგზაურობა ევროპაში (Mogzavroba Evropashi, Viaje a Europa).